# Mythenteles wadimurri
Mythenteles wadimurri is een vliegensoort uit de familie van de Mythicomyiidae. De wetenschappelijke naam van de soort werd voor het eerst geldig gepubliceerd in 2003 door Evenhuis en Theodor.